# Nongfu Spring

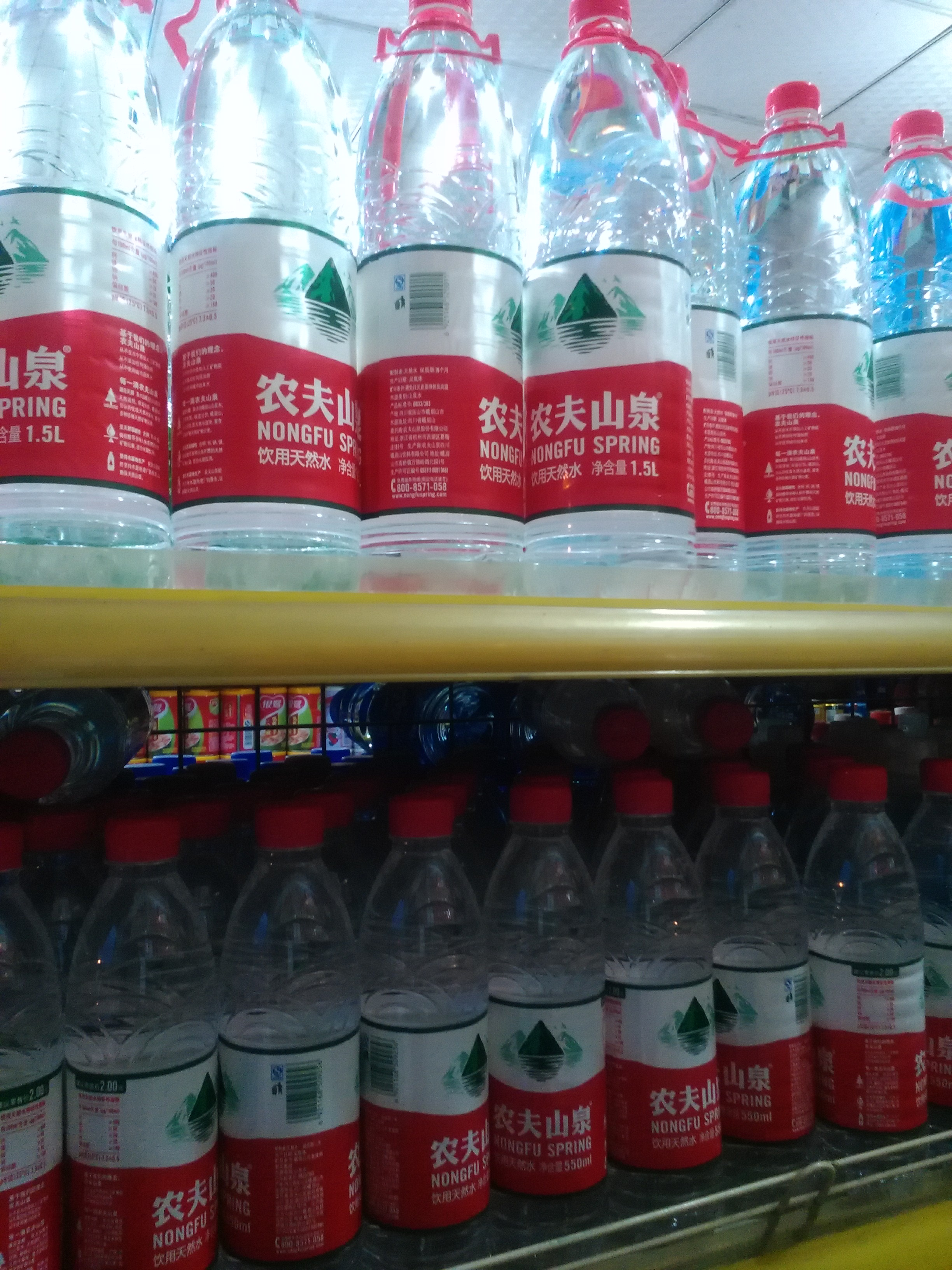
Nongfu Spring-Mineralwasserflaschen in einem Geschäft

Nongfu Spring (chinesisch 農夫山泉 / 农夫山泉, Pinyin Nóngfū Shānquán) ist ein chinesisches Lebensmittelunternehmen mit Hauptsitz im Bezirk Xihu, Hangzhou, Provinz Zhejiang. Es ist der führende Anbieter von Mineralwasser in China und gehört zu den führenden Anbietern von Gemüse- und Fruchtsäften, funktionellen Getränken, Teegetränken und andere natürlichen alkoholfreien Getränken. Das Unternehmen ist seit 2020 börsennotiert und befindet sich mehrheitlich im Besitz seines Gründers Zhong Shanshan.

## Überblick
Das Unternehmen wurde am 26. September 1996 von Zhong Shanshan gegründet. Das erste verpackte Mineralwasserprodukt wurde 1997 mit Wasser aus dem Qiandao-See auf den Markt gebracht. Durch Wachstum und Akquisition hat sich Nongfu Spring zu Chinas größtem Flaschenwasserproduzenten und zu einem der drei größten Produzenten auf dem Markt für abgefüllten Tee und Saft entwickelt. Nach Forschungsdaten von Nielsen wurde das natürliche Wasser von Nongfu Springs 2012 zum beliebtesten Mineralwasser in China. Inzwischen hat Nongfu Spring seine Produktbasis um Kaffee- und Teegetränke, Obstprodukte, Joghurt und Reis erweitert. Außerdem treibt das Unternehmen auch seine globale Expansion voran.
Im September 2020 erfolgte der Börsengang von Nongfu Spring an der Hong Kong Stock Exchange. Das Unternehmen nahm dabei eine Milliarde US-Dollar ein und machte seinen Gründer Zhong Shanshan zum reichsten Mann in der Volksrepublik China. 2024 riefen chinesische Nationalisten zum Boykott des Unternehmens auf, weil das Unternehmen nicht chinesisch genug sei und forderten dazu auf Produkte des Konkurrenten Wahaha zu kaufen.